# Кочуров, Иван Александрович
Ива́н (Иоа́нн) Алекса́ндрович Кочу́ров (13 (25) июня 1871, село Бигильдино (Сурки), Данковский уезд, Рязанская губерния — 31 октября (13 ноября) 1917, Царское Село, Петроградская губерния) — священнослужитель Русской православной церкви, протоиерей, клирик Екатерининского собора Царского Села.
Почитается как первый по времени новомученик российский. Прославлен в лике святых Архиерейским собором Русской православной церкви в 1994 году как Иоа́нн Царскосе́льский.

## Биография

### Происхождение, семья
Родился 13 (25) июня 1871 года в многодетной семье потомственного священника села Бигильдино (Сурки) Александра Васильевича Кочурова (1836 — после 1897) и Александры Николаевны (род. 1839; дочь священника села Покровского (Одоевщины) Рязанской епархии Николая Васильевича Перехвальского).
Супруга — Александра Васильевна Чернышёва, дочь диакона Казанского собора Санкт-Петербурга (венчаны 26 июля (7 августа) 1895 года).

### Образование
Окончил Данковское духовное училище. В 1891 году окончил Рязанскую духовную семинарию, после чего поступил в Санкт-Петербургскую духовную академию.
Ещё в семинарии выделялся как оратор; во время учёбы в академии участвовал во внебогослужебных чтениях от Общества распространения религиозно-нравственного просвещения в духе Православной церкви.
В 1895 году окончил Академию со званием действительного студента (то есть без защиты кандидатской диссертации).

### Служение в США
Вместе со своим однокурсником и другом Александром Хотовицким принял предложение поступить на службу в Алеутскую и Аляскинскую епархию. Незадолго до оставления России вступил в брак с Александрой Чернышёвой. 10 июля 1895 года указом Святейшего синода назначен настоятелем Владимирского храма в Чикаго (США), где до него служил Алексий Товт, с приписной Трёхсвятительской церковью в городе Стритор.
27 августа архиепископом Алеутским и Аляскинским Николаем в Троицком соборе Александро-Невской лавры рукоположён в сан иерея.
11 октября того же года прибыл к месту служения. Церковь святого Владимира, настоятелем которой он был назначен, размещалась на первом этаже небольшого частного деревянного дома. За первые три года службы в Чикаго присоединил к православию 86 униатов и шестерых католиков, а число постоянных прихожан в храмах прихода возросло до 215 человек в Чикаго и 88 человек в Стриторе. При обоих приходских храмах успешно функционировали детские церковные школы, в которых обучались более 20 учеников. Прихожанами возглавляемого им прихода были малоимущие эмигранты православного вероисповедания: русские выходцы из галицких и угорских славян, арабы, болгары, словаки, обращённые из унии. Продолжая традиции русской православной епархии в Северной Америке, отец Иоанн организовал в Чикаго и Стриторе Свято-Никольское и Трёхсвятительское братства, ставившие своей целью активизацию социальной и материальной взаимопомощи среди прихожан чикагско-стриторского прихода и входившие в состав Православного общества взаимопомощи. 1 апреля 1887 года отец Иоанн был включён в состав только что образованного в Алеутской и Аляскинской епархии цензурного комитета «для сочинений на русском, малорусском и английском языках», а 22 мая 1899 года Тихон, тогда епископ Алеутский и Аляскинский, назначил Иоанна Кочурова председателем правления Русского православного кафолического общества взаимопомощи (ROCMAS), основанного в 1895 году попечением отца Алексия Товта.

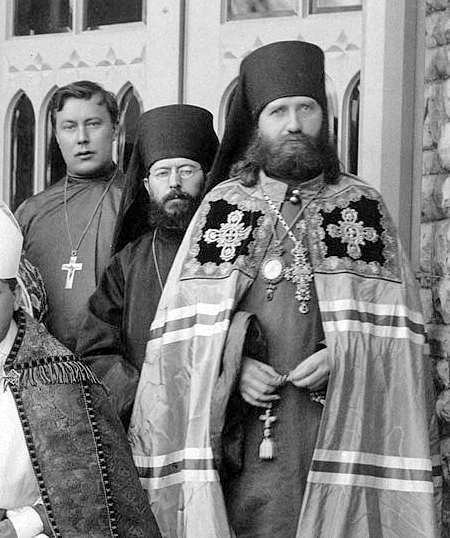
C игуменом Севастианом (Дабовичем) и епископом Тихоном. 8 ноября 1900 года

Разнообразные труды отца Иоанна уже в первые годы пастырского служения были отмечены священническими наградами. 6 мая 1896 года отец Иоанн был награждён набедренником за пожертвование 600 долларов на иконостас Владимирской церкви Чикаго, которое было сделано им вместе с настоятелем нью-йоркской Никольской церкви Александром Хотовицким. 30 марта 1898 года усердное служение отца Иоанна было отмечено награждением фиолетовой скуфьёй, а 6 мая 1901 года он был удостоен права ношения камилавки.
Поставил вопрос о строительстве каменного храма взамен старой церкви. При посещении Чикаго в мае 1899 года епископ Тихон (Беллавин) одобрил выбор участка для строительства.
В 1901 году получил отпуск с 15 января по 15 мая для поездки в Россию. Использовал отпуск для сбора средств для строительства храма в Чикаго и создания первого в Чикаго православного кладбища, в чём ему помогал тесть — священник Василий Чернышёв — и старший брат Николай Кочуров, служивший помощником столоначальника строительного отделения хозяйственного управления при Святейшем синоде. Получил поддержку от праведного Иоанна Кронштадтского. Большой взнос из личных средств сделал император Николай II.
Вскоре после возвращения из отпуска Кочуров приступил к возведению нового здания храма. Храм был заложен 31 марта 1902 года в Чикаго епископом Тихоном. Возведение храма было завершено в 1903 году и потребовало очень значительных по тем временам затрат в сумме 50 тысяч долларов США. Храм во имя Святой Троицы был освящён епископом Тихоном 16 марта 1903 года. По представлению Тихона Иоанн Кочуров 6 мая 1903 года был награждён за труды орденом Святой Анны 3-й степени.
В феврале 1904 года отец Иоанн был назначен председателем цензурного комитета Алеутской и Североамериканской епархии, членом которого он являлся на протяжении 7 лет. В июне 1905 года Кочуров принял активное участие в заседаниях подготовительного съезда епархиального духовенства в Олдфордже, на котором под руководством епископа Тихона обсуждались вопросы, связанные с подготовкой первого Собора в истории Алеутской и Североамериканской епархии. На этом съезде 20 июля 1905 года произошло чествование отца Иоанна Кочурова в связи с исполнявшимся 27 августа 1905 года десятилетним юбилеем его священнического служения. В церкви Архистратига Михаила города Олдфорджа в присутствии большой группы епархиального духовенства, возглавленного Рафаилом, епископом Бруклинским, отцу Иоанну был поднесён золотой наперсный крест.
Указом Святейшего синода от 6 мая 1906 года был возведён в сан протоиерея, а 10 мая назначен благочинным приходов Нью-Йоркского округа восточных штатов США.
В феврале — марте 1907 года был одним из организаторов и наиболее активных участников первого Всеамериканского собора Русской православной греко-кафолической церкви в Америке в городе Мейфилде.
20 мая 1907 года уволился от службы в Алеутской и Североамериканской епархии по прошению, чтобы дать своим детям образование в России. К тому времени у протоиерея Иоанна было пятеро сыновей и дочь.

### Служение в России
В августе 1907 года — ноябре 1916 года — сверхштатный священник Преображенского собора в Нарве, одновременно с июля 1909 года по ноябрь 1916 года — священник церкви Казанской иконы Божией Матери в Силламяэ. Был также законоучителем нарвских мужской и женской гимназий.
В ноябре 1916 года назначен вторым священником в Екатерининском соборе Царского Села.

### Смерть
В конце октября (ст. ст.) 1917 года Царское Село стало местом противостояния большевистской Красной гвардии и казачьих войск, продолжавших поддерживать свергнутого главу Временного правительства Александра Керенского.
По версии газеты «Русское слово», которая поддерживала Временное правительство, причиной расстрела было проведение Кочуровым в дни мятежа Керенского — Краснова крестного хода с молением «об утешении междоусобной брани»; очевидец событий американский журналист Джон Рид в книге «Десять дней, которые потрясли мир», ссылаясь на красноармейцев, расстрелявших Кочурова, указывает следующую причину расстрела — Кочуров благословлял пришедших в город казаков, призывал народ подчиниться «законному» правительству Керенского, а после устроил антисоветский крестный ход.
30 октября 1917 года во время артиллерийского обстрела Царского Села большевиками отец Иоанн участвовал в крестном ходе с особыми молитвами о прекращении междоусобной брани, во время которого произнёс проповедь, призывая народ к спокойствию. 31 октября (ст. ст.) 1917 года отряды большевиков вступили в Царское Село. На страницах газеты «Всероссийский церковно-общественный вестник» через несколько дней было приведено свидетельство корреспондента одной из петроградских газет: «Священники были схвачены и отправлены в помещение Совета рабочих и солдатских депутатов. Священник отец Иоанн Кочуров воспротестовал и пытался разъяснить дело. Он получил несколько ударов по лицу. С гиканьем и улюлюканьем разъярённая толпа повела его к царскосельскому аэродрому. Несколько винтовок было поднято на безоружного пастыря. Выстрел, другой — взмахнув руками, священник упал ничком на землю, кровь залила его рясу. Смерть не была мгновенной. Его таскали за волосы, и кто-то предлагал кому-то „прикончить как собаку“. Наутро тело священника было перенесено в бывший дворцовый госпиталь. Посетивший госпиталь председатель Думы вместе с одним из гласных, как сообщает „Дело народа“, видел тело священника, но серебряного креста на груди уже не было».
Джон Рид в книге «Десять дней, которые потрясли весь мир» писал:

Я вернулся во дворец Совета в Царское в автомобиле полкового штаба. Здесь всё оставалось, как было: толпы рабочих, солдат и матросов прибывали и уходили, всё кругом было запружено грузовиками, броневиками и пушками, всё ещё звучали в воздухе крики и смех — торжество необычной победы. Сквозь толпу проталкивалось с полдюжины красногвардейцев, среди которых шёл священник. Это был отец Иоанн, говорили они, тот самый, который благословлял казаков, когда они входили в город. Позже мне пришлось услышать, что этот священник был расстрелян.
В приложении к своей книге он же писал:

Вечером, когда войска Керенского отступили из Царского Села, несколько священников организовали крестный ход по улицам, причём обращались к гражданам с речами и уговаривали их поддерживать законную власть, то есть Временное правительство. Когда казаки очистили город и на улицах появились первые красногвардейцы, то, по рассказам очевидцев, священники стали возбуждать народ против Советов, произнося соответствующие речи на могиле Распутина, находящейся за императорским дворцом. Один из этих священников, отец Иоанн Кочуров, был арестован и расстрелян раздражёнными красногвардейцами.
Есть и другая версия гибели отца Иоанна, озвученная собирателем сведений о пострадавшем духовенстве протопресвитером Михаилом Польским: «8 ноября 1917 года царскосельский протоиерей Иоанн Кочуров был подвергнут продолжительным избиениям, затем был убит путём волочения по шпалам железнодорожных путей». Однако она не подтверждается документами и воспоминаниями свидетелей.
4 ноября 1917 года в Екатерининском соборе состоялось его отпевание. В этот же день состоялось погребение в усыпальнице под Константино-Еленинским (левым) приделом Екатерининского собора, взорванного в 1939 году.

## Канонизация, обретение мощей
1 ноября 1981 года Архиерейский Собор РПЦЗ канонизировал Собор новомучеников и исповедников Российских, но без поимённой канонизации. Список канонизированных был издан только в конце 1990-х годов.
4 декабря 1994 года был канонизирован как священномученик Архиерейским собором Русской православной церкви с установлением дня памяти 31 октября по юлианскому календарю.
5 февраля 1995 году рядом с местом погребения был установлен поклонный крест (обновлён в 2002 году).
В результате археологических раскопок на месте Екатерининского собора в 2006 году были обнаружены фрагменты человеческих костей, о чём, как об обретении мощей священномученика Иоанна, было объявлено в день празднования памяти святого — 13 ноября 2008 года, когда останки, до того хранившиеся в алтаре Софийского собора в Пушкине, были вынесены для поклонения. Генетическая экспертиза останков не проводилась.
В ноябре 2012 года новый придел в храме Казанской иконы Божией Матери в Силламяэ (Эстония) был освящён во имя священномученика Иоанна Кочурова.
С 2013 года мощи Иоанна Царскосельского находятся в специально устроенной раке в Екатерининском соборе.

## Награды
- Орден Святого Владимира 4-й степени (1916)
- Орден Святой Анны 2-й степени (6 мая 1912)
- Золотой наперсный крест (20 июля 1905)
- Орден Святой Анны 3-й степени (1903)